# ستينبيرخن
ستينبيرخن Steenbergen  بلدية وبلدة بمقاطعة شمال برابنت، جنوبي هولندا.

## طوبوغرافيا
خريطة طوبوغرافية هولندية لبلدية ستينبيرخن، يونيو 2015، (تقرأ بعد ثلاث نقرات على الخريطة).

## أعلام
- بيير فان هويدونك
- نصر الدين دشار
- أ. دي جونغ
- جان ماس